# Rydzówka (powiat braniewski)
Rydzówka – osada w Polsce położona w województwie warmińsko-mazurskim, w powiecie braniewskim, w gminie Braniewo.
W latach 1975–1998 miejscowość należała administracyjnie do województwa elbląskiego. Osada znajduje się w historycznym regionie Warmia.
Inne miejscowości o nazwie Rydzówka: Rydzówka
- Rydzówka. braniewo-ug.bil-wm.pl. [zarchiwizowane z tego adresu (2007-09-30)].